# Big Daddy Kane
Big Daddy Kane, nome artístico de Antonio Hardy (Nova Iorque, 10 de setembro de 1968), é um rapper e produtor norte-americano, ex-membro do grupo Juice Crew. Sobre a origem de seu nome, ele afirma: "A parte do Big Daddy e a do Kane vieram de duas coisas diferentes. A parte do Kane veio da minha fascinação com os flicks das artes marciais quando eu era jovem. A parte do Big Daddy veio de algo que aconteceu em uma viagem para uma estação de esqui uma vez envolvendo uma jovem." A MTV o elegeu o 7º melhor MC de todos os tempos.
Uma de suas canções, "Warm It Up, Kane" (Esquente isso, Kane), figurou na trilha sonora do jogo eletrônico Grand Theft Auto: San Andreas, mais precisamente na rádio Playback FM.

## Discografia

### Álbuns
| Informações dos álbuns |
| --- |
| Long Live the Kane - Lançado: 21 de junho de 1988 - Posição na Billboard 200: #116 - Posição na R&B/Hip-Hop: #5 - Certificação: Ouro - Singles: "Get Into It"/"Somethin' Funky"/"Just Rhymin' With Biz", "Raw"/"Word To The Mother (Land)", "I'll Take You There (Remix)"/"Wrath Of Kane"                                         |
| It's a Big Daddy Thing - Lançado: 15 de setembro de 1989 - Posição na Billboard 200: #33 - Posição na R&B/Hip-Hop: #4 - Certificação: Ouro - Singles: "Smooth Operator"/"Warm It Up Kane", "I Get The Job Done"/"Big Daddy's Theme", "To Be Your Man"/"Ain't No Stoppin' Us Now", "Rap Summary (Lean On Me)"/"Long Live The Kane" |
| Taste of Chocolate - Lançado: 30 de outubro, 1990 - Posição na Billboard 200: #37 - Posição na R&B/Hip-Hop: #10 - Singles: "Cause I Can Do It Right"/"Dance With The Devil", "All Of Me"/"Cause I Do It Right (Remix)", "It's Hard Being The Kane"/"Who Am I"                                                                     |
| Prince of Darkness - Lançado: 29 de outubro de 1991 - Posição na Billboard 200: #57 - Posição na R&B/Hip-Hop: #25 - Singles: "Ooh, Aah, Nah-Nah-Nah", "Groove With It", "Raw '91", "The Lover In You" |
| Looks Like a Job For… - Lançado: 25 de maio de 1993 - Posição na Billboard 200: #52 - Posição na R&B/Hip-Hop: #9 - Singles: "How U Get A Record Deal"/"Here Comes Kane, Scoob And Scrap", "Stop Shammin'", "Very Special"/"Stop Shammin'"                                                                                         |
| Daddy's Home - Lançado: 13 de setembro de 1994 - Posição na Billboard 200: #155 - Posição na R&B/Hip-Hop: #26 - Singles: "Show & Prove"/"In The PJ's" |
| Veteranz Day - Lançado: 28 de abril de 1998 - Posição na Billboard 200: - - Posição na R&B/Hip-Hop: #62 - Singles: "Uncut, Pure"/"2 Da Good Tymz", "Hold it Down"/"Unda Presha" |